# Меана ди Суза
Меана ди Суза (итал. Meana di Susa) је насеље у Италији у округу Торино, региону Пијемонт.
Према процени из 2011. у насељу је живело 666 становника. Насеље се налази на надморској висини од 672 м.

## Становништво
Према резултатима пописа становништва 2011. у општини је живело 880 становника.
| 1936. | 1951. | 1961. | 1971. | 1981. | 1991. | 2001. | 2011. |
| ----- | ----- | ----- | ----- | ----- | ----- | ----- | ----- |
| 1.104 | 1.087 | 922   | 897   | 881   | 858   | 921   | 880   |